# Álex Palou
Álex Palou Montalbo (Sant Antoni de Vilamajor, 1º aprile 1997) è un pilota automobilistico spagnolo, quattro volte campione della IndyCar Series con il team Chip Ganassi Racing (2021, 2023, 2024 e 2025).
Ha preso parte parte tre volte alla 24 Ore di Daytona e una volta alla 24 Ore di Le Mans, inoltre ha esordito in Formula 1 prendendo parte al primo turno di prove libere nel Gran Premio degli Stati Uniti d'America 2022 con la scuderia McLaren.

## Carriera

### Kart
Nato a Sant Antoni de Vilamajor, Palou inizia la sua carriera sui kart nel 2005, arrivando a vincere il campionato spagnolo classe KF3 e WSK - Euro Series nel 2012.

### Formule minori
Palou debutta nelle monoposto nel 2014, gareggiando nel campionato Euroformula Open e nella F3 spagnola con il team del ex pilota di Formula 1 Adrián Campos, la Campos Racing, vincendo rispettivamente 3 gare nel Campionato Euroformula e una nella F3, finendo rispettivamente al terzo e secondo posto in classifica generale.

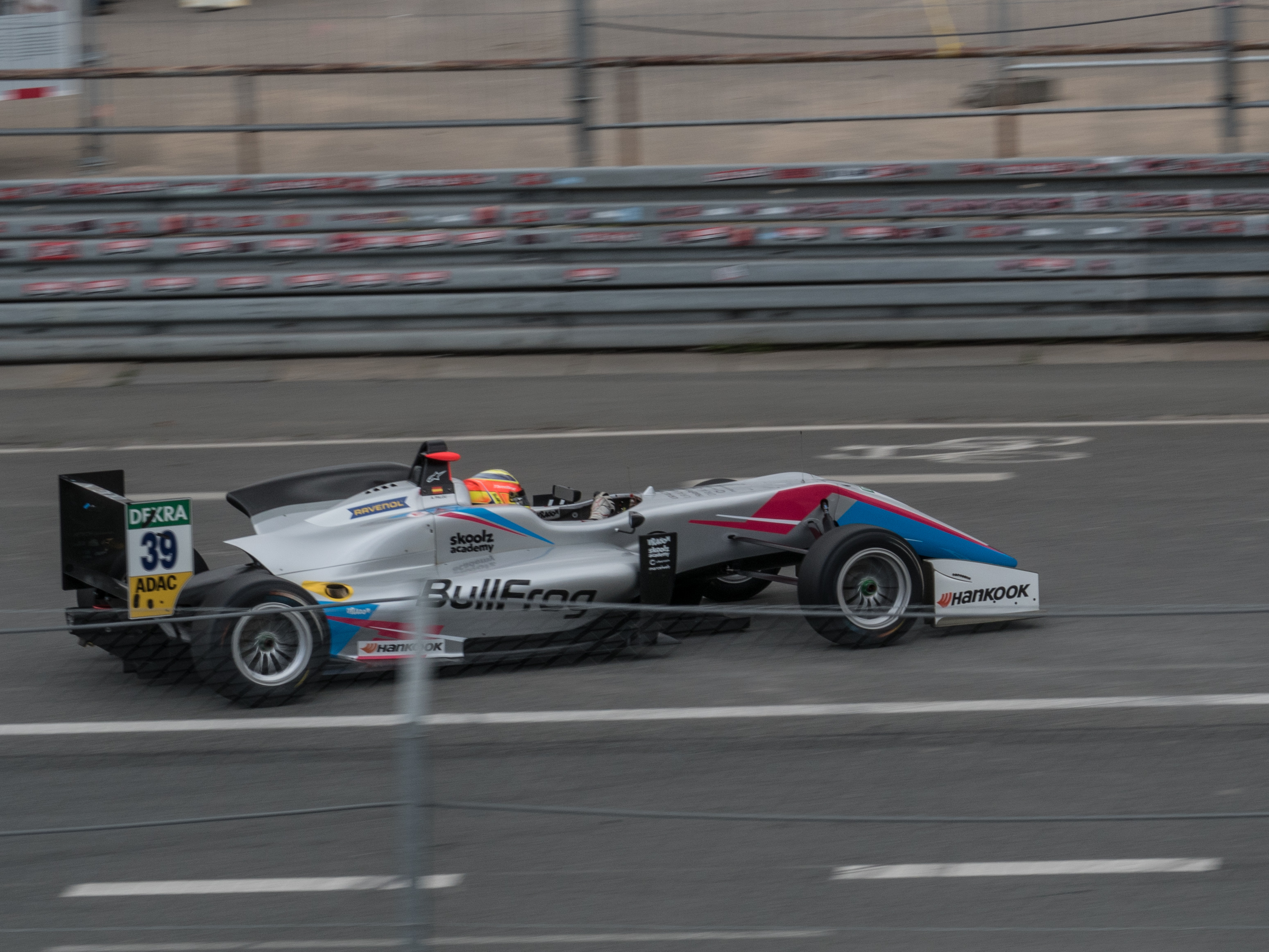
Álex Palou nel 2018 con il team Hitech Grand Prix

Nella successiva stagione 2015 Palou debutta nella GP3 Series con il team Campos. Nella sua prima stagione nella categoria ottiene una vittoria nella gara sprint di Yas Marina, ultima gara della stagione, e si classifica al decimo posto in classifica generale. Nella stagione successiva prosegue nella categoria con lo stesso team. Si rivela essere una stagione peggiore della precedente in cui raccoglie solo 22 punti e termina la stagione al 15º posto.
Nel 2017 corre nella F3 giapponese e conquista 3 vittorie e il terzo posto in campionato. Corre con la licenza giapponese, necessaria per correre nella categoria.
Nella stagione 2018 partecipa al campionato di F3 europea con il team Hitech Grand Prix. Ottiene 7 podi, di cui 3 secondi e 4 terzi posti, e termina settimo nella classifica generale. Nella stessa stagione Palou partecipa agli ultimi due appuntamenti della stagione di Formula 2 con il team Campos. Si fa subito notare con due piazzamenti a punti nelle gare di Jerez, ma non viene confermato per la stagione successiva.

### Super Formula e Super GT
Nel 2019 Palou torna a correre in Giappone, due anni prima aveva partecipato alla F3 giapponese. Lo spagnolo disputa il Super GT nella classe GT300 con il team McLaren Customer Racing Japan insieme al vincitore della 24 Ore di Le Mans, Seiji Ara, mentre con il team Nakajima Racing corre nella Super Formula. Nella serie in monoposto vince la gara al Fuji ed chiude terzo in campionato.

### IndyCar

#### Esordio in Indy e il primo Titolo (2020-2021)
Nel 2020 viene ingaggiato dal team Dale Coyne Racing motorizzato Honda per la sua prima stagione in IndyCar. Nella sua prima stagione conquista anche un podio a Road America, conclude sedicesimo in classifica generale e secondo tra i rookie dietro a Rinus VeeKay.
Il 29 ottobre viene annunciato il suo passaggio al team Chip Ganassi Racing sempre motorizzato Honda, dove trova come compagni di team Scott Dixon, sei volte campione in Indy, e Marcus Ericsson, ex pilota di Formula 1. L'esordio con il nuovo team al Barber Motorsports Park è perfetto, Palou vince la sua prima gara nella categoria davanti all'esperto Will Power. Dopo aver conquistato un terzo posto dietro a Rinus VeeKay e Romain Grosjean all'Indianapolis GP e il secondo posto nella prestigiosa 500 Miglia di Indianapolis conquista la sua seconda vittoria sul tracciato di Road America conquistando la testa della classifica generale. Nel circuito di Mid-Ohio arriva terzo, mentre a Portland arriva la sua terza vittoria stagionale davanti a Alexander Rossi. Grazie al quarto posto nell'ultima gara stagionale a Long Beach Palou si laurea campione per la prima volta nella serie americana.

#### Il secondo titolo (2022-2023)
Nel 2022 Palou cerca di difendere il suo titolo sempre con Chip Ganassi Racing, nella prima gara a St. Petersburg chiude secondo lottando per la vittoria fino all'ultimo giro con Scott McLaughlin. In Texas chiude settimo ed a Long Beach torna a podio chiudendo terzo dietro a Josef Newgarden e Romain Grosjean. Al Barber Motorsports Park chiude secondo dietro la Arrow McLaren SP di Patricio O'Ward. Il suo quarto podio stagionale arriva a Mid-Ohio arrivando secondo dietro ancora a Scott McLaughlin.
Nel luglio del 2022 il team Chip Ganassi Racing conferma Palou per la stagione 2023, ma lo stesso pilota annuncia che a fine anno lascerà il team per passare alla Arrow McLaren SP. A fine stagione Palou raggiunge un nuovo accordo con Chip Ganassi, confermando che correrà per loro nella stagione 2023.

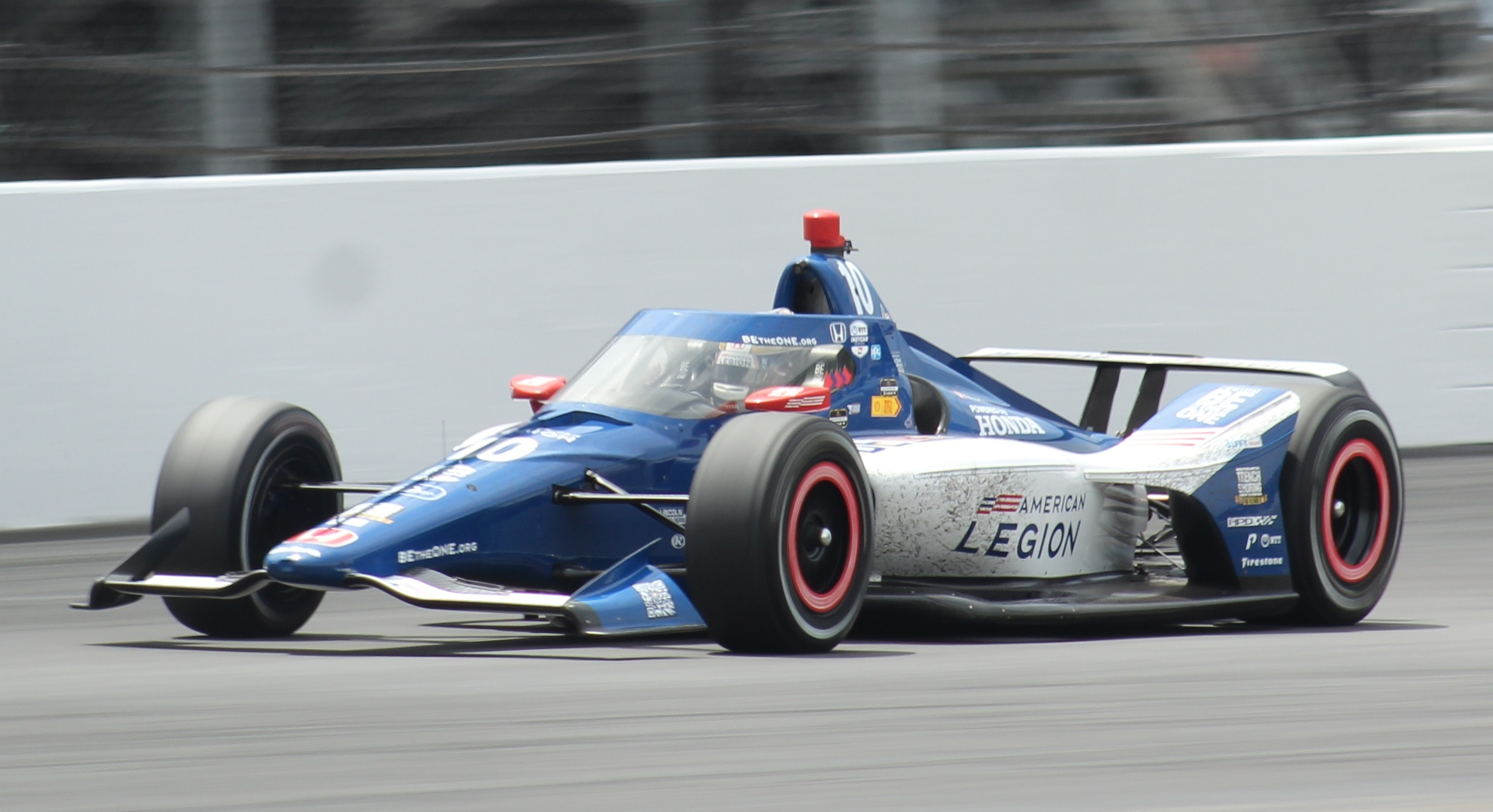
Álex Palou nel 2023 durante la 500 Miglia di Indianapolis

Palou rimasto con il team Ganassi si dimostra molto subito competitivo, ottiene il terzo posto in Texas e ritorna alla vittoria nel GP di Indianapolis davanti a Pato O'Ward. Dopo un quarto posto alla 500 Miglia di Indianapolis, il pilota spagnolo ottiene tre vittorie di seguito consolidando il suo primo posto in classifica assoluta. Nel resto della stagione ottiene altri quattro podi tra cui l'ultimo a Portland dove conquista la sua quinta vittoria stagionale e si laurea campione con una gara d'anticipo.

#### I due titoli mondiali consecutivi e altre vittorie (2024-presente)
Rimasto ancora con il team Ganassi, Palou ha l'obbiettivo di vincere il terzo titolo. A Thermal, il pilota spagnolo a ottiene la vittoria (non valida per il campionato) e il premio di un milione di dollari. Nella prima parte della stagione ottiene due vittorie, la prima ad Indianapolis e la seconda a Laguna Seca. Nel resto della stagione ottiene tre secondi posti, a fine anno si laurea di nuovo campione, per Palou è il secondo titolo consecutivo, terzo in generale.
Per la stagione 2025 Palou rimane legato al team Ganassi. Il pilota spagnolo riesce ad ottenere due vittorie nelle prime due gare dell'anno. La stagione si rivela trionfale per lo spagnolo si assicura il terzo titolo mondiale consecutivo con due gare di anticipo a Portland.

### Formula 1
Nell'autunno del 2022 Palou ha annunciato che nel corso dell'anno avrebbe preso parte a dei test di Formula 1 con McLaren. Il pilota spagnolo ha esordito nelle prove libere del Gran Premio degli Stati Uniti d'America con la McLaren MCL36 al posto di Lando Norris.
Per la stagione 2023 Palou diventa terzo pilota del team di Woking. Con sorpresa, Zak Brown, amministratore delegato della McLaren, ha annunciato la rottura con il pilota spagnolo nell'agosto del 2023.

### Endurance
Nel 2022 Palou partecipa alla 24 Ore di Daytona nella classe DPi con il team Cadillac Chip Ganassi Racing, dividendo la DPi-V.R con Renger van der Zande, il sei volte campione IndyCar Scott Dixon e l'ex pilota di Formula 1, Sébastien Bourdais. Nel 2024 torna a Daytona sempre con il team Cadillac Chip Ganassi Racing. Sempre nel 2024 prenderà parte alla 24 Ore di Le Mans con la Cadillac V-Series.R al fianco di Earl Bamber e Alex Lynn.
Nel 2025 insieme a Renger Van Der Zande, Nick Yelloly e Kakunoshin Ohta prenderà parte alla 24 Ore di Daytona con l'Acura di Meyer Shank Racing.

## Risultati

### Riassunto della carriera
| Stagione | Campionato           | Team                          | Gare | Vittorie | Pole | Gpv | Podi | Punti | Pos. |
| -------- | -------------------- | ----------------------------- | ---- | -------- | ---- | --- | ---- | ----- | ---- |
| 2014     | Euroformula Open     | Campos Racing                 | 16   | 3        | 3    | 4   | 11   | 242   | 3º   |
| 2014     | F3 spagnola          | Campos Racing                 | 6    | 1        | 1    | 1   | 5    | 105   | 2º   |
| 2014     | Gran Premio di Macao | Fortec Motorsports            | 1    | 0        | 0    | 0   | 0    | N.A.  | 16º  |
| 2014     | F4 inglese           | Sean Walkinshaw Racing        | 3    | 0        | 0    | 0   | 0    | 48    | 23º  |
| 2015     | GP3 Series           | Campos Racing                 | 18   | 1        | 0    | 1   | 1    | 51    | 10º  |
| 2016     | GP3 Series           | Campos Racing                 | 18   | 0        | 0    | 0   | 1    | 22    | 15º  |
| 2017     | F3 giapponese        | Threebond with Drago Corse    | 20   | 3        | 5    | 3   | 10   | 102   | 3º   |
| 2017     | Formula V8 3.5       | Teo Martín Motorsport         | 6    | 1        | 3    | 1   | 3    | 68    | 10º  |
| 2017     | Formula 2            | Campos Racing                 | 4    | 0        | 0    | 0   | 0    | 5     | 21º  |
| 2018     | F3 europea           | Hitech                        | 30   | 0        | 0    | 2   | 7    | 204   | 7º   |
| 2019     | Super GT - GT300     | McLaren Customer Racing Japan | 7    | 0        | 1    | 0   | 1    | 20    | 15°  |
| 2019     | Super Formula        | TCS Nakajima Racing           | 7    | 1        | 3    | 2   | 1    | 26    | 3°   |
| 2020     | IndyCar Series       | Dale Coyne Racing             | 14   | 0        | 0    | 1   | 1    | 238   | 16°  |
| 2021     | IndyCar Series       | Chip Ganassi Racing           | 16   | 3        | 2    | 3   | 8    | 549   | 1º   |
| 2022     | IndyCar Series       | Chip Ganassi Racing           | 17   | 1        | 0    | 3   | 6    | 510   | 5°   |
| 2022     | 24 Ore di Daytona    | Cadillac Racing               | 1    | 0        | 0    | 0   | 0    | -     | 7°   |
| 2023     | IndyCar Series       | Chip Ganassi Racing           | 17   | 5        | 2    | 4   | 10   | 656   | 1º   |
| 2024     | IndyCar Series       | Chip Ganassi Racing           | 17   | 2        | 3    | 1   | 6    | 544   | 1º   |
| 2024     | 24 Ore di Daytona    | Cadillac Racing               | 1    | 0        | 0    | 0   | 0    | -     | 10°  |
| 2024     | 24 Ore di Le Mans    | Cadillac Racing               | 1    | 0        | 0    | 0   | 0    | -     | 7°   |

* Stagione in corso.

### Risultati in GP3 Series
(legenda) (Le gare in grassetto indicano la pole position) (Le gare in corsivo indicano Gpv)
| Stagione | Team          | 1          | 2          | 3          | 4           | 5           | 6          | 7          | 8          | 9          | 10          | 11         | 12         | 13         | 14        | 15          | 16         | 17         | 18        | Punti | Pos |
| -------- | ------------- | ---------- | ---------- | ---------- | ----------- | ----------- | ---------- | ---------- | ---------- | ---------- | ----------- | ---------- | ---------- | ---------- | --------- | ----------- | ---------- | ---------- | --------- | ----- | --- |
| 2015     | Campos Racing | CAT FEA 12 | CAT SPR 20 | RBR FEA 14 | RBR SPR Rit | SIL FEA Rit | SIL SPR 13 | HUN FEA 19 | HUN SPR 18 | SPA FEA 7  | SPA SPR 5   | MNZ FEA 7  | MNZ SPR 10 | SOC FEA 4  | SOC SPR 9 | BHR FEA Rit | BHR SPR 10 | YMC FEA 8  | YMC SPR 1 | 51    | 10º |
| 2016     | Campos Racing | CAT FEA 19 | CAT SPR 14 | RBR FEA 16 | RBR SPR 11  | SIL FEA 10  | SIL SPR 2  | HUN FEA 11 | HUN SPR 14 | HOC FEA 16 | HOC SPR 19† | SPA FEA 13 | SPA SPR 11 | MNZ FEA 11 | MNZ SPR 7 | SEP FEA 14  | SEP SPR 19 | YMC FEA 10 | YMC SPR 5 | 22    | 15º |

† Non ha terminato la gara, ma è stato ugualmente classificato avendo completato il 90% della distanza di gara.

### Risultati in Formula 2
(legenda) (Le gare in grassetto indicano la pole position) (Le gare in corsivo indicano Gpv)
| Anno | Team          | 1   | 2   | 3   | 4   | 5   | 6   | 7   | 8   | 9   | 10  | 11  | 12  | 13  | 14  | 15  | 16  | 17  | 18  | 19  | 20  | 21  | 22  | Punti | Pos. |
| ---- | ------------- | --- | --- | --- | --- | --- | --- | --- | --- | --- | --- | --- | --- | --- | --- | --- | --- | --- | --- | --- | --- | --- | --- | ----- | ---- |
| 2017 | Campos Racing | BAH | BAH | CAT | CAT | MON | MON | BAK | BAK | RBR | RBR | SIL | SIL | HUN | HUN | SPA | SPA | MNZ | MNZ | JER | JER | YMC | YMC | 5     | 21º  |
| 2017 | Campos Racing |     |     |     |     |     |     |     |     |     |     |     |     |     |     |     |     |     |     | 8   | 8   | 12  | 12  | 5     | 21º  |

### Risultati in Super Formula
(legenda) (Le gare in grassetto indicano la pole position) (Le gare in corsivo indicano Gpv)
| Anni | Team                | 1       | 2     | 3      | 4     | 5     | 6     | 7      | Punti | Pos. |
| ---- | ------------------- | ------- | ----- | ------ | ----- | ----- | ----- | ------ | ----- | ---- |
| 2019 | TCS Nakajima Racing | SUZ Rit | AUT 6 | SUG 13 | FUJ 1 | MOT 4 | OKA 4 | SUZ 19 | 26    | 3°   |

### Risultati in IndyCar Series
| Anno | Squadra                       | Telaio       | Motore | 1      | 2      | 3     | 4     | 5      | 6      | 7       | 8      | 9      | 10     | 11     | 12     | 13     | 14     | 15    | 16     | 17     | Punti | Pos. |
| ---- | ----------------------------- | ------------ | ------ | ------ | ------ | ----- | ----- | ------ | ------ | ------- | ------ | ------ | ------ | ------ | ------ | ------ | ------ | ----- | ------ | ------ | ----- | ---- |
| 2020 | Dale Coyne Racing w/ Team Goh | Dallara DW12 | Honda  | TXS 23 | IMS 19 | ROA 3 | ROA 7 | IOW 11 | IOW 14 | INDY 28 | GTW 15 | GTW 12 | MDO 12 | MDO 23 | IMS 17 | IMS 9  | STP 13 |       |        |        | 238   | 16º  |
| 2021 | Chip Ganassi Racing           | Dallara DW12 | Honda  | ALA 1  | STP 17 | TXS 4 | TXS 7 | IMS 3  | INDY 2 | DET 15  | DET 3  | ROA 1  | MDO 3  | NSH 7  | IMS 27 | GTW 20 | POR 1  | LAG 2 | LBH 4  |        | 549   | 1º   |
| 2022 | Chip Ganassi Racing           | Dallara DW12 | Honda  | STP 2  | TXS 7  | LBH 3 | ALA 2 | IMS 18 | INDY 9 | DET 6   | ROA 27 | MDO 2  | TOR 6  | IOW 6  | IOW 13 | IMS 10 | NSH 3  | MAD 9 | POR 12 | LAG 1  | 510   | 5º   |
| 2023 | Chip Ganassi Racing           | Dallara DW12 | Honda  | STP 8  | TXS 3  | LBH 5 | ALA 5 | IMS 1  | INDY 4 | DET 1   | ROA 1  | MDO 1  | TOR 2  | IOW 8  | IOW 3  | NSH 3  | IMS 7  | MAD 7 | POR 1  | LAG 3  | 656   | 1º   |
| 2024 | Chip Ganassi Racing           | Dallara DW12 | Honda  | STP 4  | LBH 3  | ALA 5 | IMS 1 | INDY 5 | DET 16 | ROA 4   | LAG 1  | MDO 2  | IOW 23 | IOW 2  | TOR 4  | GAT 4  | POR 2  | MIL 5 | MIL 19 | NSH 11 | 544   | 1º   |
| 2025 | Chip Ganassi Racing           | Dallara DW12 | Honda  | STP 1  | THE 1  | LBH 2 | ALA 1 | IMS 1  | INDY 1 | DET     | GAT    | ROA    | MDO    | IOW    | IOW    | TOR    | LAG    | POR   | MIL    | NSH    | 306*  |      |

### Risultati in Formula 1
| 2022 | Scuderia | Vettura |  |  |  |  |  |  |  |  |  |  |  |  |  |  |  |  |  |  |    |  |  |  |  |  | Punti | Pos. |
| ---- | -------- | ------- |  |  |  |  |  |  |  |  |  |  |  |  |  |  |  |  |  |  | -- |  |  |  |  |  | ----- | ---- |
| 2022 | McLaren  | MCL36   |  |  |  |  |  |  |  |  |  |  |  |  |  |  |  |  |  |  | SP |  |  |  |  |  |       |      |

| Legenda | 1º posto     | 2º posto | 3º posto    | A punti         | Senza punti/Non class.  | Grassetto – Pole position Corsivo – Giro più veloce Apice – Risultato Sprint (A punti) |
| Legenda | Squalificato | Ritirato | Non partito | Non qualificato | Solo prove/Terzo pilota | Grassetto – Pole position Corsivo – Giro più veloce Apice – Risultato Sprint (A punti) |

### Risultati 24 ore di Daytona
| Anno | Team                     | Co-Piloti                                           | Auto             | Classe | Giri | Pos. | Classe Pos. |
| ---- | ------------------------ | --------------------------------------------------- | ---------------- | ------ | ---- | ---- | ----------- |
| 2022 | Cadillac Racing          | Sébastien Bourdais Scott Dixon Renger van der Zande | Cadillac DPi-V.R | DPi    | 722  | 14°  | 7°          |
| 2024 | Cadillac Racing          | Sébastien Bourdais Scott Dixon Renger van der Zande | Cadillac V-LMDh  | GTP    | 423  | 47°  | 10°         |
| 2025 | Acura Meyer Shank Racing | Kakunoshin Ohta Nick Yelloly Renger van der Zande   | Acura ARX-06     | GTP    | 741  | 8°   | 14°         |

### Risultati 24 ore di Le Mans
| Anno | Team            | Co-Piloti             | Auto            | Classe   | Giri | Pos. | Classe Pos. |
| ---- | --------------- | --------------------- | --------------- | -------- | ---- | ---- | ----------- |
| 2024 | Cadillac Racing | Earl Bamber Alex Lynn | Cadillac V-LMDh | Hypercar | 311  | 7°   | 7°          |

## Palou Motorsport
Álex Palou dal 2023 entra nel motorsport anche come proprietario di team. Insieme alla sua famiglia fondano la Palou Motorsport, scuderia automobilistica impeganta nelle categorie minori della FIA, gestita dal padre, Ramon. Nel 2023 il team entra nella neonata Eurocup-3, al suo primo anno chiude terza in classifica team.